# 通贝斯大区
通貝斯大區（西班牙語：Departamento de Tumbes）是秘魯西北部的一個大區，西臨太平洋，東接厄瓜多爾。面積4,045.86平方公里，2007年人口191,713人。首府通貝斯。
1942年11月25日建區，2005年曾經舉行公投決定是否與皮烏拉大區和蘭巴耶克大區合併組成北部區（Región Norte）但失敗。下分3省12區。